# Guaiacum nellii
Guaiacum nellii, biljna vrsta iz porodice dvoliskovica. Vrsta je prvi puta opisana 1997. godine i svrstana u vlastiti rod Izozogia, a danas se vodi kao jedna od vrsta u rodu Guaiacum. Raste u Južnoj Americi (Bolivija) u provinciji Cordllera, departman Santa Cruz. Opisao ju je Gonzalo Navarro Sánchez.

## Sinonimi
- Izozogia nellii G. Navarro